# Villa Frowein (Oppenheim)

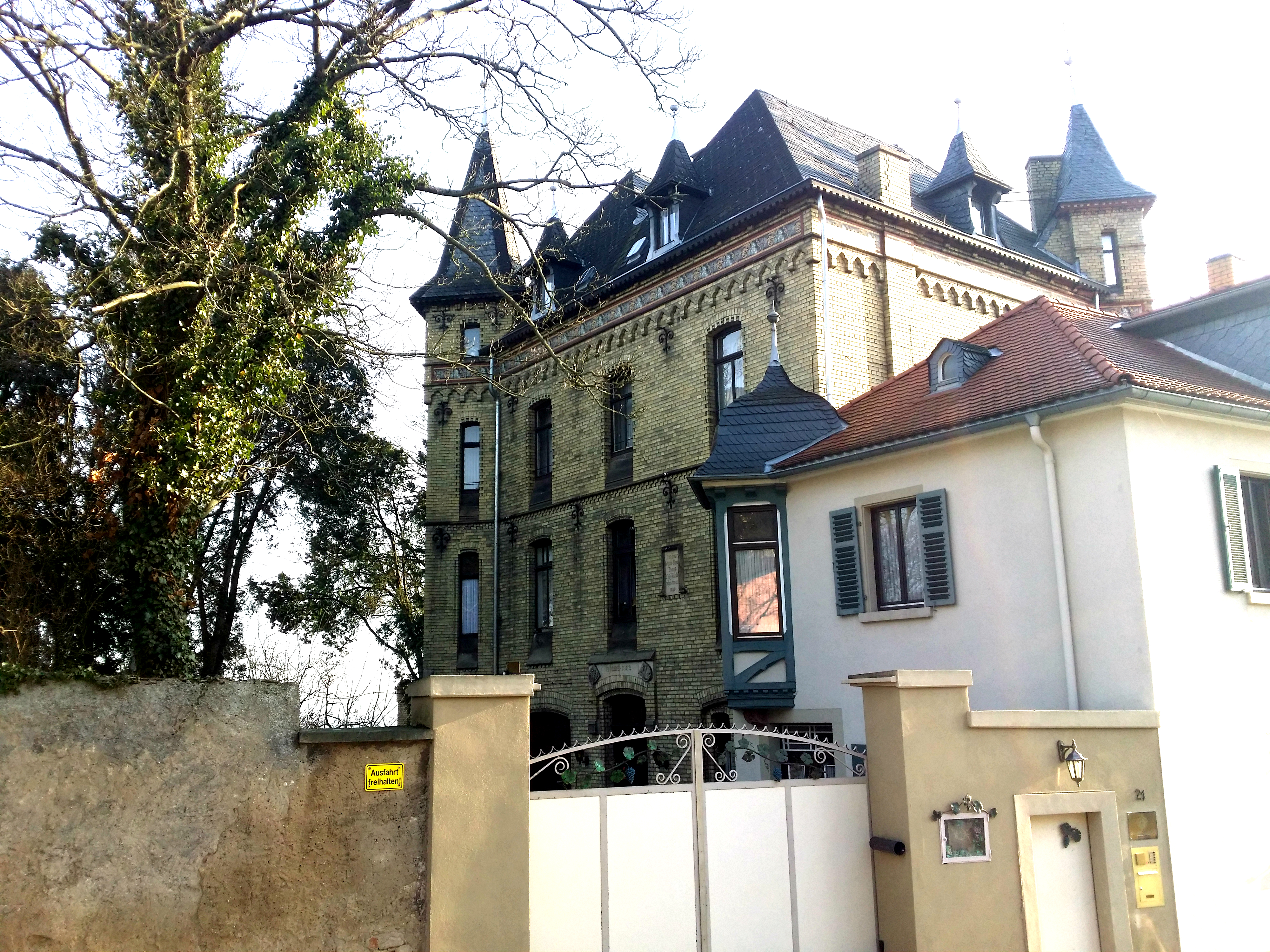
Ansicht des Gebäudeteils von 1882 von der Straßenseite

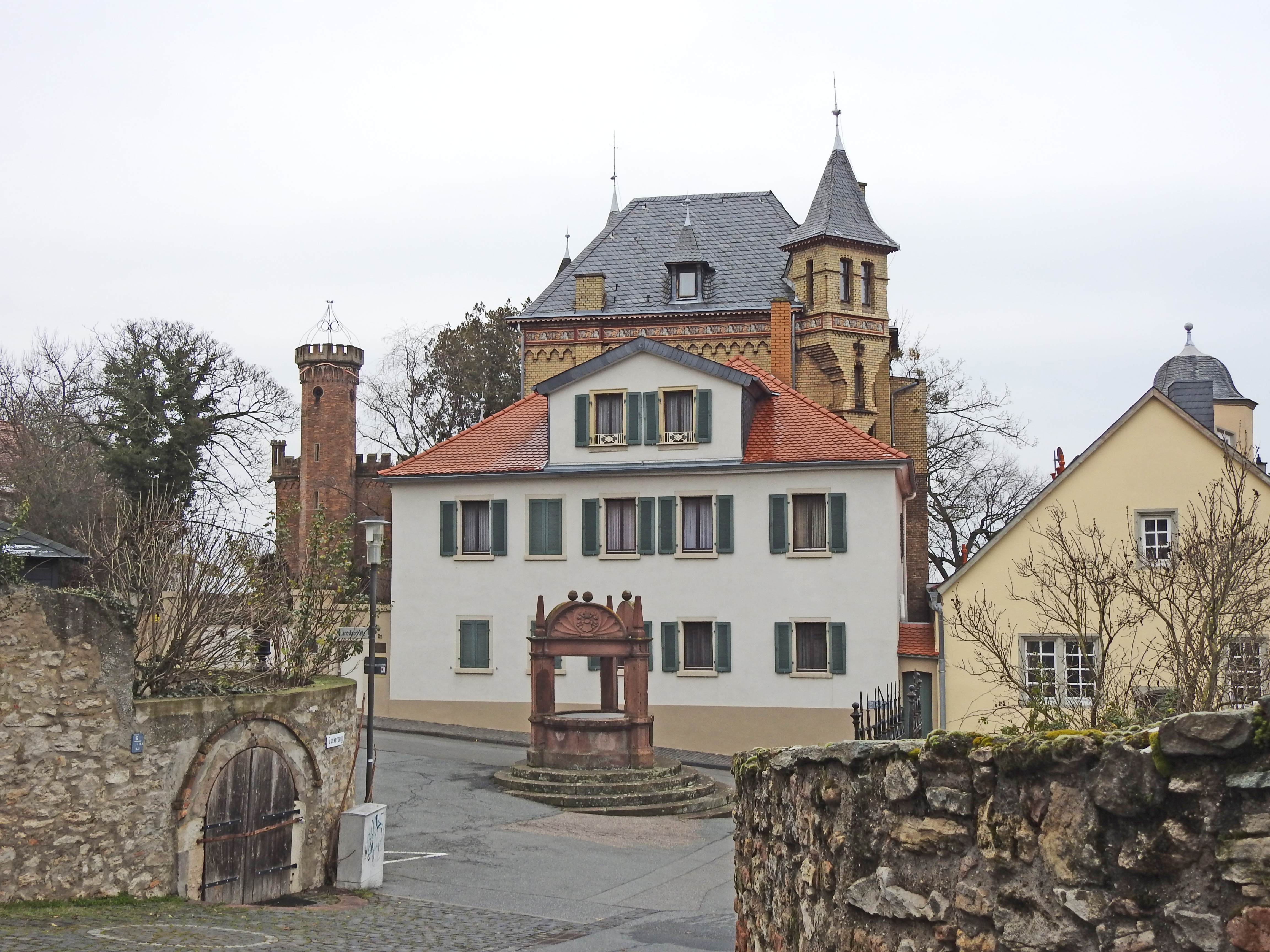
Villa Frowein – Blick auf den Gesamtkomplex mit Geschlechterbrunnen im Vordergrund

Die Villa Frowein ist ein Kulturdenkmal in Oppenheim im Landkreis Mainz-Bingen, Rheinland-Pfalz.

## Geografische Lage
Die Villa liegt in der Dalbergerstraße 21 in Oppenheim. Auf dem Grundstück befand sich – bis zu seiner Zerstörung im Pfälzischen Erbfolgekrieg 1689 – der Dalberger Hof. Auf dem südlich angrenzenden Grundstück, Dalbergerstraße 19, steht der Frankensteiner Hof, ebenfalls ein Kulturdenkmal.

## Geschichte
Bei der Zerstörung von Oppenheim durch französisches Militär unter General Ezéchiel de Mélac am 31. Mai 1689 wurde auch die oberirdische Bausubstanz des Dalberger Hofes weitgehend zerstört. 1728 war das Gelände weiterhin unbebaut. Wolfgang Eberhard II. von Dalberg (1679–1737), der bis 1737 Oberamtmann in Oppenheim war, wohnte außerhalb. Christian Georg Schütz der Ältere zeichnete noch 1770 die Ruinen des Dalberger Hofes.
1804 wurde das Grundstück an Jakob Reuter verkauft, der dort ein einstöckiges Haus mit Viehstall errichtet. Noch vor 1840 oder Anfang der 1840er Jahre kaufte Abraham Frowein (* 15. Juli 1797 in Elberfeld; † 15. Mai 1848 ebenda), Sohn des ehemaligen, gleichnamigen Bürgermeisters von Elberfeld und dort Textilfabrikant, das Grundstück. Er errichtete hier 1846 einen Sommersitz, den heute straßenseitig gelegenen Flügel des Gebäudes, in schlichten klassizistischen Formen. Dabei bezog er ältere Bausubstanz mit ein. Auch widmete er sich dem Weinbau.
Abraham Froweins Neffe, August von Frowein (* 14. Juli 1869 in Elberfeld; † 18. Oktober 1931 in Oppenheim), errichtete östlich angrenzend 1882 eine historistische Villa. Er spendete auch üppig für die Restaurierung der Katharinenkirche in Oppenheim und wurde Ehrenbürger der Stadt.

## Anlage

### Klassizistisches Vorderhaus
Das klassizistische Vorderhaus („Wohnung des Gärtners“) ist ein massiver zweigeschossiger Putzbau, dessen Fassade (fast) symmetrisch angelegt ist und deren Mitte durch ein Zwerchhaus, das eine weitere Etage bildet, betont wird. Es ist eine Ergänzung von 1880, der Eckerker, gedeckt mit einer Welschen Haube, wurde im letzten Jahrzehnt des 19. Jahrhunderts hinzugefügt. Allerdings weist die (straßenseitig gesehen) linke Seite der Fassade eine zusätzliche Achse auf, was dem Einbeziehen älterer Bausubstanz geschuldet sein kann. Das Gebäude ist mit einem Walmdach gedeckt.

### Historistische Villa
Das Erscheinungsbild der historistischen Villa wird äußerlich durch Gelbklinker und Stichbogenfenster dominiert. Die Formensprache zitiert Elemente aus Neugotik und Neorenaissance. Das Gebäude hat ein doppeltes, schiefergedecktes Walmdach. Es wurde 1882 fertig gestellt. Architekt war Carl Schwartze aus Oppenheim. Auch hier wurde ältere Bausubstanz einbezogen. Das Gebäude hat zwei Vollgeschosse, ein gartenseitig ausgebautes Kellergeschoss mit Kelterraum und ein sich aus der Dachlandschaft teilweise öffnendes Dachgeschoss. Die Beletage hat einen Eckerker zur benachbarten Katharinenkirche hin. Das Treppenhaus befindet sich in einem an einer Ecke der Ostseite vorgestellten, zu den Hauptfluchtlinien um 45 Grad gedrehten Eckturm. Unter der Traufe verläuft ein Keramik-Fries mit Weintrauben und Zacken als Motiv. Die Fenstereinfassungen sind aus Kunststein.

### Keller
Zu den Gebäuden gehört eine der größten Keller- und Ganganlagen der Stadt. Unter den Gebäuden aus dem 19. Jahrhundert befindet sich ein großer Weinkeller, damit verbunden sind drei weitere, ebenso große unter dem Garten, die 1882 gegraben wurden. Von dort erstreckt sich ein spätmittelalterliches Gangsystem unter der Straße hindurch auch unter den auf der gegenüber gelegenen Straßenseite anschließenden Grundstücken (siehe auch: Oppenheimer Kellerlabyrinth). Dieser Teil der Kelleranlagen ist der einzige geschlossene bauliche Rest des früheren Dalberger Hofes, der heute noch sichtbar ist.

### Garten
Zu der Anlage gehört ein parkartiger Garten mit Gartenhäusern. Eines besitzt einen schlanken, von Zinnen gekrönten Belvedereturm mit polygonalem Grundriss aus der Zeit um 1840. Hier wurden auch Spolien und Ruinenteile des ehemaligen Dalberger Hofs verbaut, darunter ein Allianzwappen von Wolfgang IX. von Dalberg und Anna Mühl von Ulmen und der Jahreszahl 1574. Ein zweites Gartenhaus mit Pergola stammt aus der Zeit um 1882. Es liegt an der talseitigen Grundstücksgrenze und wurde ebenfalls mit Klinkern errichtet.

## Denkmaleigenschaft
Die Begründung dafür, dass die Anlage ein Kulturdenkmal im Sinne des Denkmalschutzgesetzes des Landes Rheinland-Pfalz ist, lautet:
Aussagekräftiges, gut erhaltenes Beispiel für die im späten 19.Jahrhundert am Rhein oft in Anknüpfung an historische Stätten errichteten Sommersitze auswärtiger Vermögender, die hier in den Weinbau investierten.

## Wissenswert
Vor dem Haus befindet sich der auf 1546 datierte Ritterbrunnen (auch: Geschlechterbrunnen). Geschmückt ist er mit den Wappen der damaligen Nachbarn, Dalberg, Frankenstein und Gemmingen.